# Uiteinde (Friesland)
Uiteinde (Fries: Utein of It Utein) is een buurtschap in de gemeente Smallingerland, in de Nederlandse provincie Friesland. Uiteinde ligt tussen Eernewoude en Oudega aan het Utein. De buurtschap heeft witte plaatsnaamborden en bestaat uit enkele verspreide huizen.
De buurtschap werd vanaf 1700 vermeld als t Uyt Eynde, Uyteinde, Het Uiteinde en  't Uiteinde. De plaatsnaam zou duiden op het uiterste einde van het dorp.
Steden, dorpen en gehuchten: Boornbergum · De Tike · De Veenhoop · De Wilgen · Drachten · Drachtstercompagnie · Goëngahuizen · Houtigehage · Kortehemmen · Nijega · Opeinde · Oudega · Rottevalle · Smalle Ee

Buurtschappen: Buitenstverlaat · De Gaasten · De Kooi · Egbertsgaasten · Hooidammen · Luchtenveld · Middelburen · Noorderend · Opperburen · Siteburen · Uiteinde · Wierren · Zandburen · Zuidereind 

Friesland: Steden en dorpen      Nederland: Provincies · Gemeenten